# Danksagung

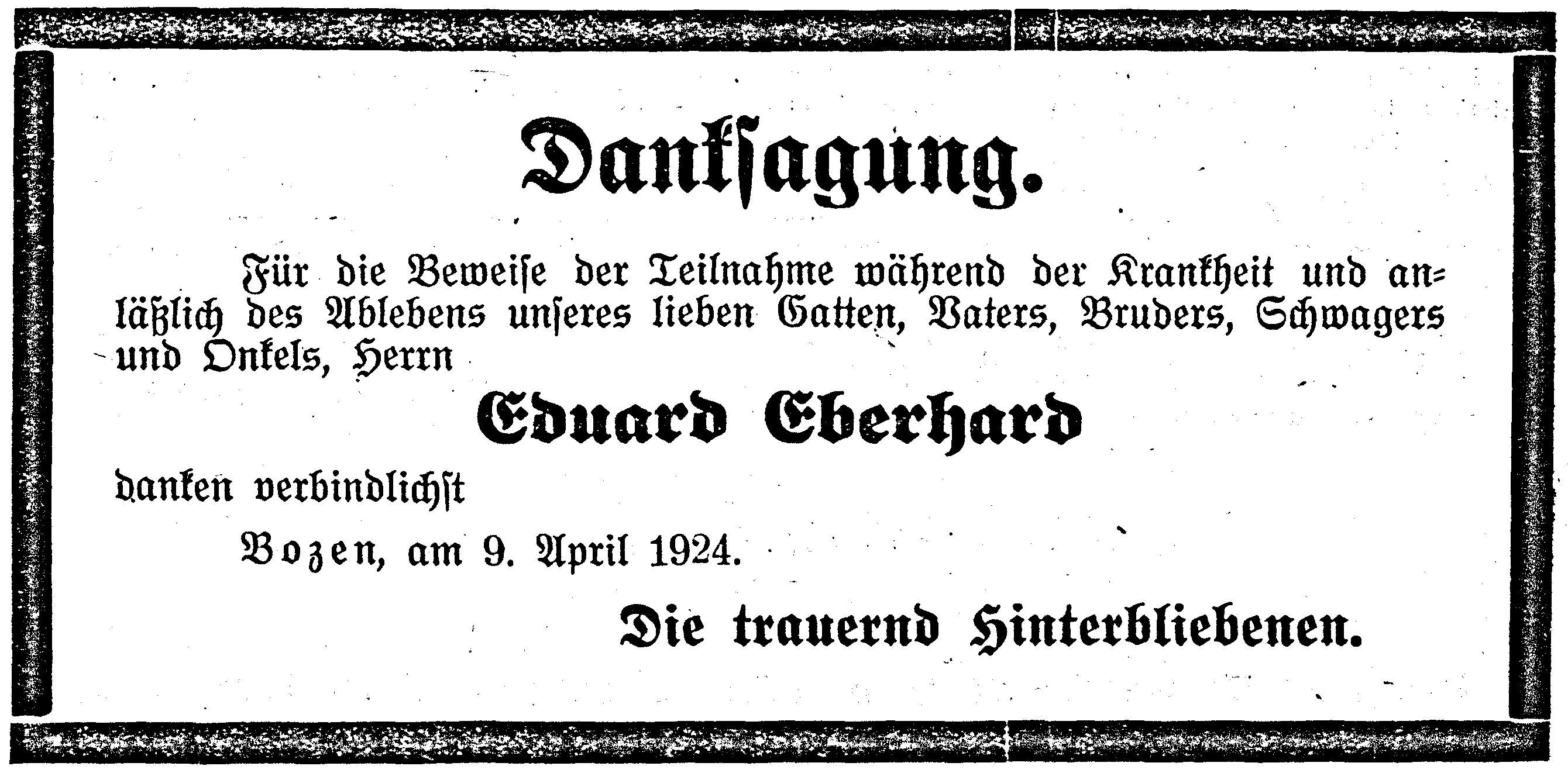
Danksagung für Eduard Eberhard (Bozner Nachrichten, 9. April 1924) - Bozen 1924

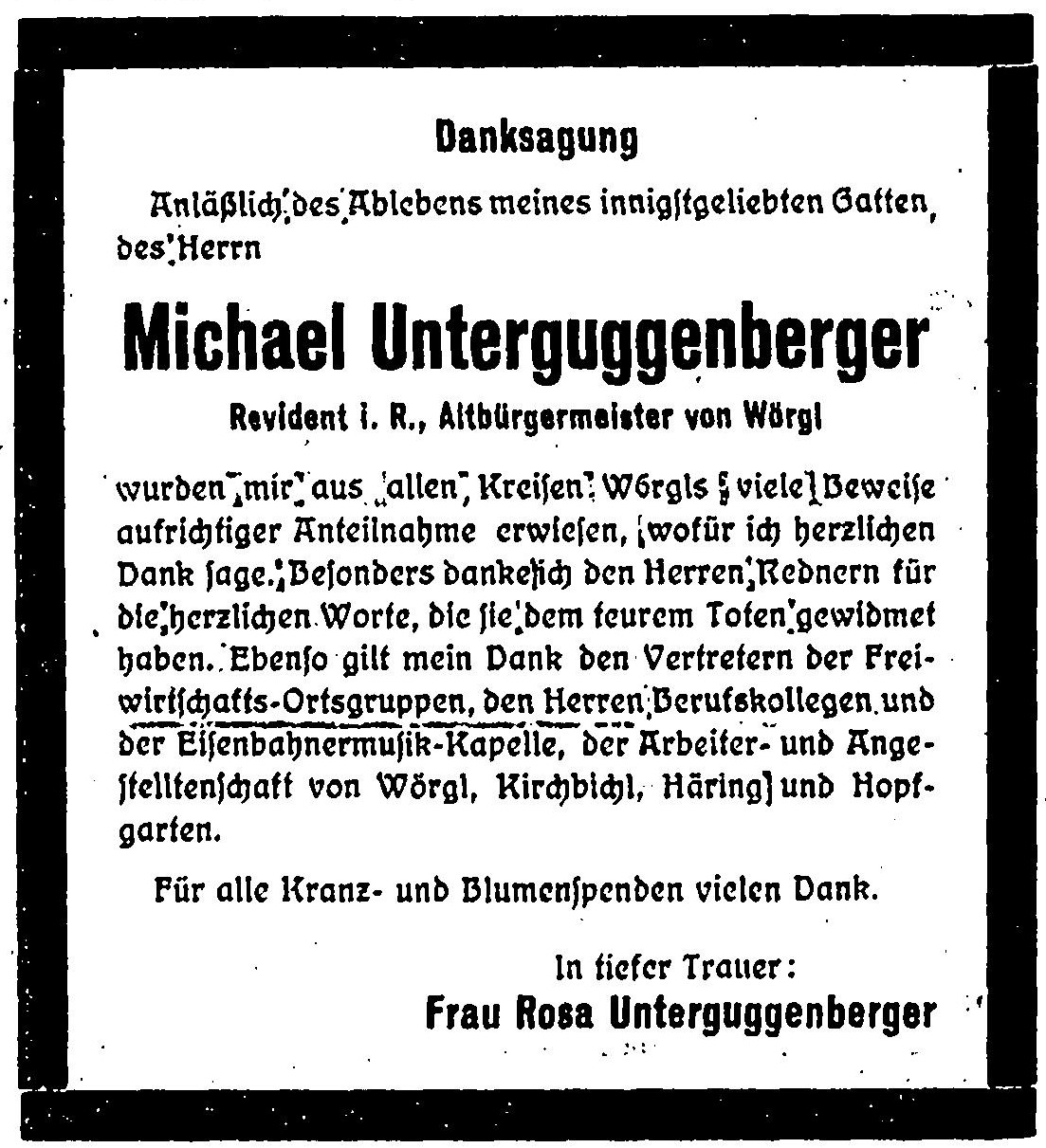
Danksagung für Michael Unterguggenberger (Vorarlberger Wacht, 8. Jänner 1937)

Danksagung ist eine meist schriftliche Form, seinen Dank auszudrücken. Danksagungen existieren in vielen Formen und zu verschiedenen Anlässen, beispielsweise als Reaktion auf Anteilnahmen bei einem Todesfall. Sie können jeweils an eine bestimmte Person verschickt werden oder durch eine allgemeine Anzeige in einer Zeitung an einen größeren Personenkreis gerichtet sein.
Auch der christliche Gottesdienst kennt eine Form der Danksagung, siehe Rezess#Liturgie.

## Danksagung in der Wissenschaft
Eine besondere Form findet sich in der Wissenschaft, wo in Publikationen (Büchern, Fachaufsätzen) explizit Unterstützern und Helfern für ihre meist intellektuelle Zuarbeit gedankt wird.